# Ozan İpek
Ozan İpek (* 10. Oktober 1986 in Ankara) ist ein türkischer Fußballspieler.

## Karriere

### Verein
İpek mit dem Vereinsfußball 1999 in der Jugend von Antalya DSİ SK. Von hier aus wechselte er im Frühjahr 2004 mit einem Profivertrag ausgestattet zum damaligen Drittligisten Batman Petrolspor. Bei diesem Verein gelang ihm auf Anhieb der Sprung in die Startelf. Hier spielte er zweieinhalb Spielzeiten lang und verließ den Verein nach verpasstem Klassenerhalt zum Sommer 2006.
Für die anstehen Spielzeit heuerte er beim Drittligisten Kahramanmaraşspor an. Hier spielte er in zwei Jahren zwar regelmäßig, schaffte es aber nicht zum Leistungsträger.
Zum Sommer 2008 wechselte er zum westtürkischen Drittligisten Bucaspor. Bei diesem Verein wurde er von Anfang an in der Startelf eingesetzt und wurde bis zum Frühjahr 2009 mit zehn Toren in 19 Spielen zu einem der Shootingstars der Liga.
In der Wintertransferperiode der Saison 2008/09 wurde er auf Anweisung der neuen Cheftrainers Ertuğrul Sağlam zum Erstligisten Bursaspor geholt. Während er in der Rückrunde dieser Spielzeit von Sağlam behutsam aufgebaut wurde und auf fünf  Spieleinsätzen kam, gelang ihm zur Saison 2009/10 ge Sprung in die Stammformationen. In der Saison 2009/10 gelang ihm der Durchbruch und er ist ein fester Bestandteil im Mittelfeld. Seiner Mannschaft führte nahezu die gesamte Saison die Süper Lig an und lieferte sich bis zum letzten Spieltag mit Fenerbahçe Istanbul ein packendes Kopf-an-Kopf-Rennen welches man für sich entschied. Durch die errungene Meisterschaft schrieb man türkische Fußballgeschichte, indem man nach Trabzonspor der zweite anatolische Verein wurde, der die Meisterschafts-Hegemonie der drei großen Istanbuler Klubs Fenerbahçe, Galatasaray und Beşiktaş brechen konnte. İpek zählte als Leistungsträger zu den wichtigsten Spielern und zusammen mit der Mannschaft zu den legendärsten Spielern seines Vereins. Während der Hinrunde der Spielzeit 2012/13 wurde İpek nach mehrmaligen Streitigkeit mit mehreren ausländischen Spielern vom damaligen Trainer Ertuğrul Sağlam für unbestimmte Zeit aus dem Mannschaftskader suspendiert. Nachdem er bis zur Winterpause mit der Reservemannschaft trainierte wurde er für die Rückrunde der Spielzeit 2012/13 an den Ligakonkurrenten Mersin İdman Yurdu ausgeliehen. Bei dem stark abstiegsbedrohten Verein kam er zu sporadischen Spieleinsätzen und wurde er Mitte März von dem neuen Trainer Hakan Kutlu zusammen mit weiteren Mitspielern aus dem Kader suspendiert. Zum Saisonende verließ er diesen Verein.
Am Ende der Sommertransferperiode 2015 löste İpek nach gegenseitigem Einvernehmen mit Bursaspor seinen Vertrag auf und wechselte innerhalb der Süper Lig zum Aufsteiger Antalyaspor. Bereits nach einer Saison zog er zum Zweitligisten Adana Demirspor weiter und blieb hier eine Saison lang.

### Nationalmannschaft
İpek wurde 2010 das erste Mal in den Kader der Türkischen Nationalmannschaft nominiert und gab auch 2010 sein Länderspieldebüt.

## Erfolge
- Mit Bursaspor
  - Türkischer Meister (1): 2009/10
  - Türkischer Pokalfinalist (1): 2011/12